# Aderval Alves Coqueiro
Aderval Alves Coqueiro (Aracatu, 18 de junho de 1937 – Rio de Janeiro, 6 de fevereiro de 1971) foi um guerrilheiro brasileiro, militante do Movimento Revolucionário Tiradentes (MRT) e operário da construção civil de profissão.
Foi uma das vítimas mortas pela repressão do regime durante a ditadura militar no Brasil e é um dos muitos casos investigados pela Comissão Nacional da Verdade, colégio fundado em 2011 e e extinto em 2014, composto por sete membros, todos nomeados pela ex-Presidenta Dilma Rousseff, que visa apurar mortes e desaparecimentos entre os anos de 1946 e 1988.

## Biografia
Filho de José Augusto Coqueiro e Jovelina Alves Coqueiro, Aderval Alves Coqueiro, de origem operária, ingressou ainda jovem no Partido Comunista Brasileiro (PCB). Desde 1961 viveu em São Paulo, onde trabalhava como operário da construção civil e participou da construção do atual Distrito Federal. Depois do seu desligamento com o PCB, integrou o Partido Comunista do Brasil (PCdoB). Tendo em foco suas atividades na zona rural, Coqueiro também participou da Ala Vermelha, organização de esquerda e de orientação marxista, influente no Brasil entre os anos 1960 e 1980.
No dia 29 de maio de 1969, foi preso na 2ª Companhia da Polícia do Exército (PE), em São Paulo. Posteriormente, foi transferido para o Departamento de Ordem Política e Social (DOPS/SP) e torturado pelo delegado Sérgio Fleury, que ficou conhecido por sua pertinácia ao perseguir os opositores do regime da ditadura.
Em junho de 1970, Coqueiro foi banido do território brasileiro, quando foi dado o sequestro do embaixador da Alemanha no Brasil, Ehrenfried von Holleben, que foi sequestrado no Rio de Janeiro pelos grupos guerrilheiros Ação Libertadora Nacional (ALN) e Vanguarda Popular Revolucionária (VPR), em troca de 40 presos presos políticos, enviados para a Argélia, sendo Aderval Alves Coqueiro um deles. Deslocou-se para Cuba, onde obteve treinamento de guerrilha, e retornou ao Brasil como integrante do Movimento Revolucionário Tiradentes (MRT), sendo o primeiro banido a conseguir voltar para o seu país.

## Morte
Retornando ao Brasil no dia 31 de Janeiro de 1971, Coqueiro foi morar em um apartamento no bairro de Cosme Velho no Rio de Janeiro, onde foi localizado e morto a tiros alguns dias depois (6 de fevereiro). Nesse dia, uma grande parte do bairro foi tomada e cercada pelos agentes policiais, com a finalidade de evitar a sua fuga. Logo que os policiais do DOI-CODI/RJ invadiram o apartamento, começou o tiroteio. Aderval tentou fugir, mas foi morto pelas costas, no pátio do prédio.
Na época o Jornal do Brasil, de 8 de fevereiro de 1971 noticiou a morte de Coqueiro com o título “Banido Retorna, é Descoberto e Morto a Tiros”, publicando:
"O informe distribuído ontem às 16 horas pelos órgãos de segurança, esclarecia: “Cerca das 13h30m de hoje, dia 6 de fevereiro de 1970, foi localizado na Rua Cosme Velho nº 1061 – apartamento 202 – o terrorista Aderval Alves Coqueiro, banido do território nacional pelo Decreto número 66716, de 15 de junho de 1970, por haver sido trocado pelo Embaixador alemão von Holleben”.
E adiante: “[…] reagiu violentamente à prisão, sendo morto no local”." Junto à notícia, o jornal publicou uma foto em que Coqueiro encontra-se morto no chão, com um revólver próximo a sua mão. Enquanto isso no Jornal da Tarde, de 8 de fevereiro de 1971 as manchetes foram “Esta Morte Prova: os banidos estão voltando” e “Assim Volta o Terrorismo”.

## O Caso
O corpo de Aderval Alves Coqueiro entrou no IML com guia sem número do DOPS. O óbito foi firmado pelo Dr. João Guilherme Figueiredo e teve como declarante Reinaldo da Fonseca Mota e foi entregue à sua família, que o enterrou no Cemitério de Inhaúma (RJ), no dia 14 de fevereiro de 1971.
A fim de estabelecer a verdade, 25 anos depois da sua morte a Comissão de Familiares retornou ao prédio onde ocorreu o assassinato de Aderval e ouviu a versão de Francisco Soares, antigo zelador do prédio:
"(...) nesse mesmo dia, após algumas horas, cheguei à janela e vi que o prédio estava cercado por uma centena de policiais civis e a Polícia do Exército, logo depois, o prédio foi invadido por vários homens armados, e foram direto para o apartamento 202. Nesse momento, um oficial mandou que eu saísse da janela. Posteriormente, escutei um militar gritar 'atira e mata'. Logo depois escutei uma grande gritaria nos fundos do prédio e vários disparos de armas, que durou somente alguns segundos. Escutei uma pessoa falar 'temos presunto fresco'.
(...) quando eu cheguei nos fundos, onde encontra-se a piscina, vi o rapaz do apartamento 202 estirado no chão, perguntaram se eu o conhecia, disse que era a pessoa que estava limpando o apartamento 202, me responderam que ele era um perigoso subversivo chamado 'Baiano Coqueiro'. Observei várias marcas de tiros, não sabendo dizer quantas, estando ele somente de calção, sem camisa e desarmado. Também ouvi o policial dizer 'bota a arma do lado dele'..." 
Durante as pesquisas feitas no IML/RJ, não foi encontrado o laudo de necropsia, nem fotos de perícia de local no Instituto de Criminalística do Estado (ICE/RJ), apesar da existência das fotos que foram publicadas na imprensa da época.
Tempos depois, a Comissão de Familiares encontrou o laudo de necropsia no arquivo do DOPS/SP e conseguiram fotos do cadáver, cedidas pela Agência JB, e enviou à CEMDP fotos atuais do prédio onde ocorreu a morte de Coqueiro.
Luís Francisco Carvalho Filho, que passou a cuidar do caso, solicitou ao IML/RJ o laudo necroscópico de Aderval. Contudo, ele recebeu apenas uma certidão confirmando a data do óbito e informando que a morte ocorreu “[…] em consequência de crime, sendo a causa mortis ferida transfixante do tórax – lesão do pulmão direito”.
As fotos ainda indicam, que o corpo de Coqueiro apresentava outras lesões, além das feridas transfixantes do tórax e abdômen, mencionados na certidão de óbito e no documento encaminhado pelo IML: Há nítidos sinais de ferimentos na cabeça, na nádega esquerda e na perna direita.
É o caso de uma morte não esclarecida. Os elementos reunidos como provas, batem com o depoimento do zelador. Há fortes indícios de que a cena foi completamente armada: não teria motivo para a montagem da cena se Aderval, realmente, tivesse reagido a tiros. O militante na verdade foi encurralado. O prédio estava isolado e cercado por diversos policiais, segundo os jornais, 50 homens armados, um número mais do que suficiente para a rendição do militante.